# Зандстрат
Зандстрат (нід. Zandstraat) — село в нідерландській провінції Зеландія. Входить до муніципалітету Тернезен.